# Жњидарићи
Жњидарићи (хрв. Žnjidarići, итал. Znidarici) су насељено место у општини Опртаљ, Истарска жупанија, Хрватска.

## Историја
До територијалне реорганизације у Хрватској били су у саставу старе општине Бује.

## Становништво
У попису становништва из 2011. године, Жњидарићи су имали 45 становника.
| Број становника према пописима | Број становника према пописима | Број становника према пописима | Број становника према пописима | Број становника према пописима | Број становника према пописима | Број становника према пописима | Број становника према пописима | Број становника према пописима | Број становника према пописима | Број становника према пописима | Број становника према пописима | Број становника према пописима | Број становника према пописима | Број становника према пописима | Број становника према пописима |
| ------------------------------ | ------------------------------ | ------------------------------ | ------------------------------ | ------------------------------ | ------------------------------ | ------------------------------ | ------------------------------ | ------------------------------ | ------------------------------ | ------------------------------ | ------------------------------ | ------------------------------ | ------------------------------ | ------------------------------ | ------------------------------ |
| 1857                           | 1869                           | 1880                           | 1890                           | 1900                           | 1910                           | 1921                           | 1931                           | 1948                           | 1953                           | 1961                           | 1971                           | 1981                           | 1991                           | 2001                           | 2011                           |
| 0                              | 0                              | 186                            | 203                            | 213                            | 235                            | 0                              | 0                              | 196                            | 172                            | 127                            | 104                            | 75                             | 52                             | 41                             | 45                             |

Напомена: Године 1857, 1869, 1921. и 1931. подаци су садржани у насељу Зрењ. Године 1880. исказивано под именом Жнидрићи, а од 1890. до 1910. под именом Жнидарићи. Исказује се као насеље од 1953.